# توم ايمانويل
توم ايمانويل (بالإنجليزية: Tom Emanuel)‏ (1 أغسطس 1915 في المملكة المتحدة - 1 يناير 1997) هو لاعب كرة قدم بريطاني (وحمل سابقاً جنسية المملكة المتحدة لبريطانيا العظمى وأيرلندا) في مركز الدفاع. لعب مع سوانزي سيتي وسويندون تاون ونادي ريكسهام ونادي سانت إيلي تاون ونادي ساوثهامبتون.